# Головкина, Софья Николаевна
Со́фья Никола́евна Голо́вкина (30 сентября (13 октября) 1915, Москва — 17 февраля 2004, там же) — российская советская артистка балета и балетный педагог. Народная артистка СССР (1973), лауреат Сталинской премии I степени (1947).

## Биография
Софья Головкина родилась 30 сентября (13 октября) 1915 года в Москве.
В 1933 году окончила Московское хореографическое училище по классу А. И. Чекрыгина. В 1933—1959 годах — артистка балета Большого театра. Танцевала сольные и ведущие партии, участвовала в гастролях за рубежом.
Член ВКП(б) с 1942 года.
С 1959 года — педагог Московского хореографического училища. Среди её учениц — несколько поколений балерин и солисток Большого театра.
С 1960 по 2001 год — директор Московского хореографического училища (с 1987 — Московский хореографический институт, с 1995 — Московская академия хореографии).
В 1967 году по инициативе Головкиной училищу было передано новое здание, рассчитанное на 600 учащихся и располагающее 20 репетиционными залами и собственным учебным театром. С конца 1970-х годов во многом благодаря активной позиции Головкиной позволили училищу стать ведущим методическим центром хореографического образования в России. В то же время деятельность Головкиной подвергалась резкой критике из-за её авторитарного стиля управления школой; она неоднократно обвинялась в потворстве кумовству, практике неоправданного приёма в школу детей различных высокопоставленных лиц.
По её инициативе в 1987 году на базе училища был открыт Московский хореографический институт, позволяющий артистам балета, имеющим среднее специальное образование, получать высшее образование в области хореографии. В 1995 году училище и хореографический институт были реорганизованы в Московскую государственную академию хореографии.
Благодаря С. Головкиной в конце 1980-х годов были открыты Институт русского балета в Токио (Япония, 1989—1999), Летняя школа балета в Вэйле (штат Колорадо, США, 1990—1999), Школа балета в Стамбуле (Турция, 1997—1999), где педагоги МГаХ вели уроки и мастер-классы по специальным дисциплинам и ставили концертные программы.
Автор сценария учебных фильмов «Основы классического танца» (1967, совм. с Б. Старшевым, Е. Ломановской) и «Сценическая практика».
Софья Головкина умерла 17 февраля 2004 года в Москве. Похоронена на Ваганьковском кладбище.

### Личная жизнь
Муж — генерал-лейтенант Лев Михайлович Гайдуков (1911—1999). Сын — Владимир Львович Гайдуков. Внучка — артистка балета Софья Гайдукова (1986).

## Репертуар (основные партии)
- 1935 — «Тщетная предосторожность» П. Гертеля — Лиза
- 1935 — «Светлый ручей» Д. Шостаковича — Классическая танцовщица
- 1936 — «Раймонда» А. Глазунова — Раймонда
- 1937 — «Спящая красавица» П. Чайковского — Принцесса Аврора
- 1937 — «Лебединое озеро» П. Чайковского — Одетта-Одиллия
- 1938 — «Три толстяка» В. Оранского — Кукла Фуэте
- 1939 — «Лебединое озеро» П. Чайковского — Па де труа
- 1939 — «Спящая красавица» П. Чайковского — Принцесса Флорина
- 1940 — «Светлана» Д. Клебанова — Светлана
- 1940 — «Дон Кихот» Л. Минкуса — Китри
- 1940 — хореографическая сцена в опере М. Глинки «Иван Сусанин» — Нимфа
- 1940 — «Щелкунчик» П. Чайковского — Маша
- 1943 — «Баядерка» Л. Минкуса — Никия
- 1947 — «Пламя Парижа» Б. Асафьева — Диана Мирейль
- 1948 — «Конёк-Горбунок» Ч. Пуни — Царь-Девица
- 1948 — хореографическая сцена в опере М. Глинки «Руслан и Людмила» — Волшебная дева
- 1949 — «Коппелия» Л. Делиба — Сванильда
- 1949 — «Медный всадник» Б. Асафьева — Царица бала
- 1949 — «Мирандолина» С. Василенко — Мирандолина
- 1950 — «Красный мак» Р. Глиэра — Тао Хоа
- 1950 — «Бахчисарайский фонтан» Б. Асафьева — Зарема
- 1951 — хореографическая сцена в опере М. Мусоргского «Хованщина» — Персидка
- 1954 — «Сказ о каменном цветке» С. Прокофьева — Хозяйка Медной горы
- 1955 — хореографическая сцена в опере Ш. Гуно «Фауст» — Вакханка
- 1955 — «Медный всадник» Б. Асафьева — Параша

## Постановки
За годы работы в училище С. Н. Головкина сделала несколько постановок для сценической практики учащихся, среди которых:
- 1977 — «Коппелия» Л. Делиба, совместно с М. С. Мартиросяном и А. И. Радунским
- 1979 — «Тщетная предосторожность» П. Гертеля, совместно с М. С. Мартиросяном и А. И. Радунским
- 1988 — «Маленькая симфония» на музыку В. Беллини
- 1990 — «Класс-концерт» на сборную музыку

## Известные ученицы
Н. Бессмертнова, Н. Сорокина, М. Леонова, А. Михальченко, Н. Бередина, Э. Лузина, Г. Степаненко, С. Романова, О. Суворова, Н. Грачёва, С. Филиппова, К. Рябинкина, Ж. Богородицкая, А. Антоничева, Е. Андриенко, А. Яценко, М. Аллаш, М. Александрова, Н. Капцова.

## Награды и звания
- 1942 — Заслуженная артистка РСФСР
- 1947 — Сталинская премия I степени — за исполнение партии Мирейль де Пуатье в балетном спектакле «Пламя Парижа» Б. В. Асафьева
- 1951 — Орден Трудового Красного Знамени[3]
- 1962 — Народная артистка РСФСР
- 1973 — Народная артистка СССР
- 1965 — Орден Трудового Красного Знамени
- 1971 — Орден Трудового Красного Знамени
- 1976 — Орден Дружбы народов
- 1985 — Орден Октябрьской революции
- 1995 — Орден «За заслуги перед Отечеством» III степени
- 2001 — приз «Душа танца» журнала «Балет» (номинация «Мэтр танца»)
- 2003 — Благодарность Министра культуры Российской Федерации (11 ноября 2003 года) — за многолетнюю плодотворную деятельность и высокое качество подготовки кадров в области отечественного хореографического искусства, а также в связи с 230-летием со дня основания академии[4]

## Память
- Творчеству балерины посвящён документальный фильм «Софья Головкина» (1982).
- 2005 — «Софья Головкина. Судьба моя – балет» (документальный фильм, реж. Н. Тихонов)